# Route nationale 7 (Madagaskar)

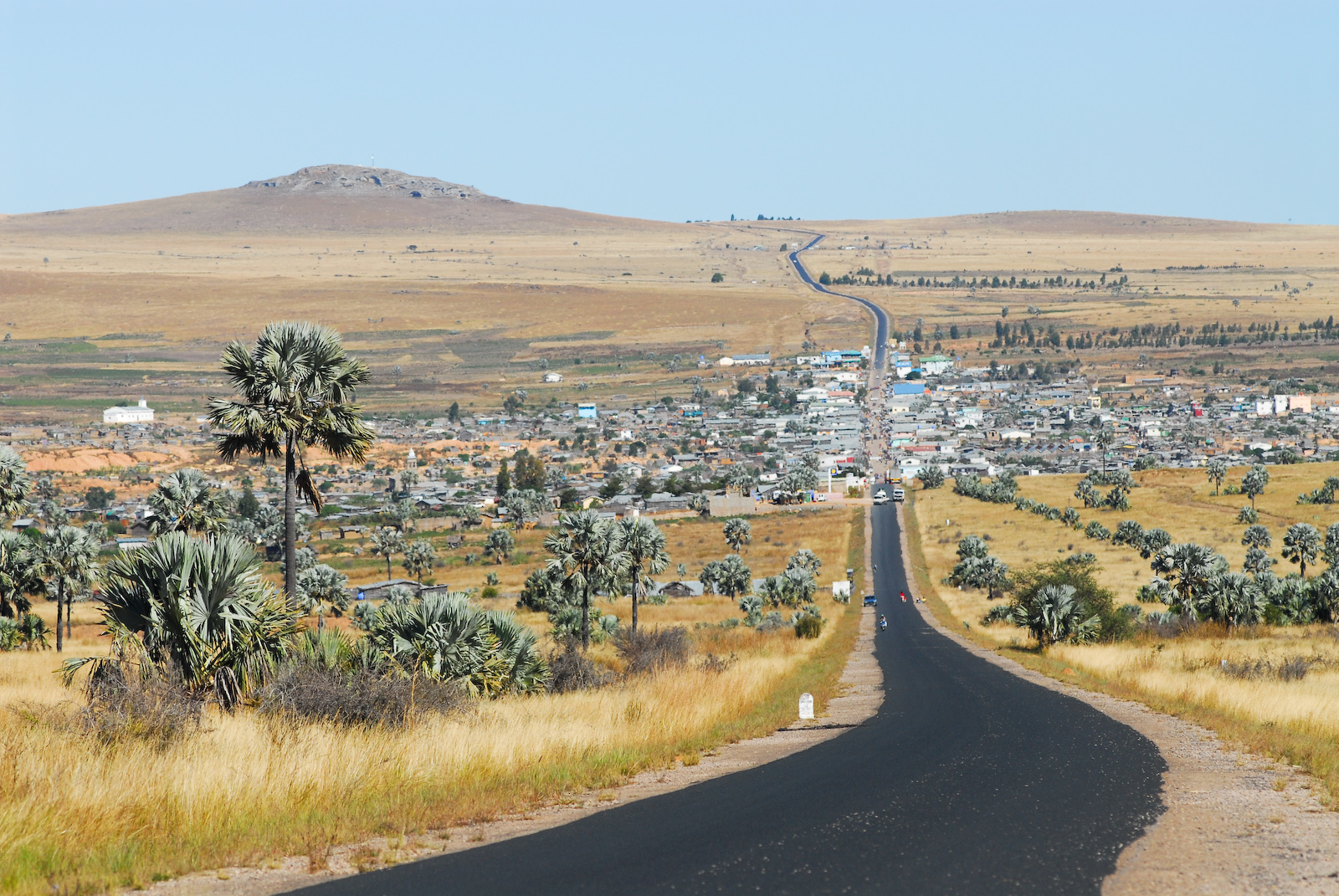
Die RN 7 in Ilakaka

Die Route nationale 7 (RN 7) ist mit einer Länge von rund 920 km die längste Nationalstraße in Madagaskar. Sie verläuft von der Hauptstadt Antananarivo im Zentrum des Landes über Antsirabe, Fianarantsoa und Ihosy nach Toliara (Tulear) an der Südwestküste (Straße von Mosambik) und wird auch „Route du Sud“ bezeichnet.
Die RN 7 ist asphaltiert, gilt als eine der wichtigsten und meistfrequentierten Straßen des Landes und befindet sich insgesamt in gutem Zustand.